# 尾関山駅
尾関山駅（おぜきやまえき）は、広島県三次市三次町にあった、西日本旅客鉄道（JR西日本）三江線の駅（廃駅）である。
三江線は米子支社浜田鉄道部が管轄していたが、隣の駅かつ三江線の終着である三次駅の構内（同駅場内信号機内方）のみ広島支社三次鉄道部の管轄であるため、浜田鉄道部管内としては広島県内では最南端の駅であった。三江線の廃止に伴い、2018年（平成30年）4月1日に廃駅となった。

## 歴史
- 1955年（昭和30年）3月31日：三江南線（当時）が三次駅 - 式敷駅間で開業した際に設置[1]。
- 1975年（昭和50年）8月31日：当駅を含む江津駅 - 三次駅間が全通したため三江南線が三江線の一部となり、当駅も同線の所属駅となる。
- 1985年（昭和60年）2月1日：無人駅[2]（簡易委託駅）化。
- 1987年（昭和62年）4月1日：国鉄分割民営化により、西日本旅客鉄道へ承継[1]。
- 2018年（平成30年）4月1日：三江線の全線廃止に伴い、廃駅となる。

## 駅構造

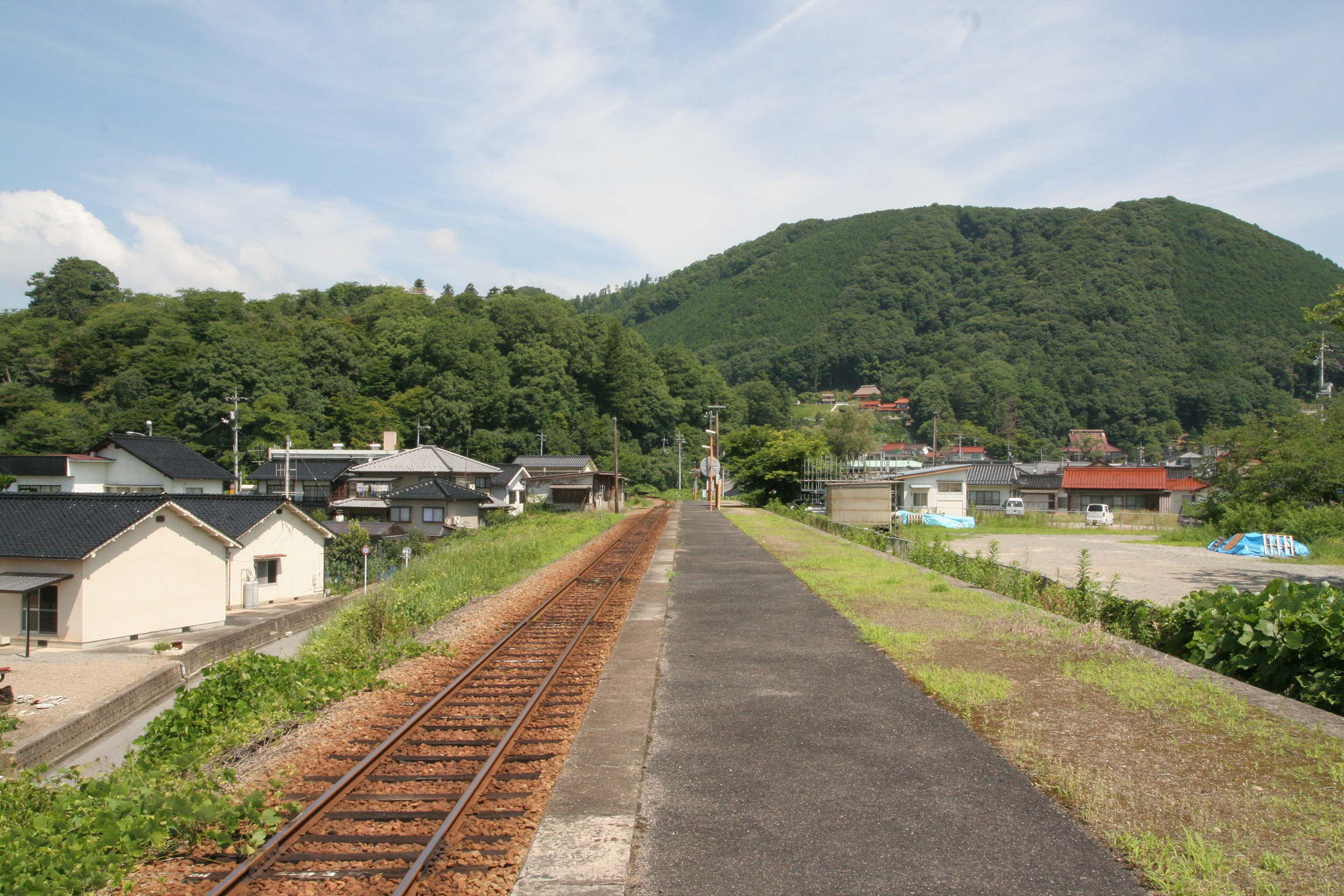
ホーム（2008年7月）

三次方面に向かって左側（構内東側）に、単式ホーム1面1線を有する地上駅（停留所）であった。駅舎があったが、ホーム上に待合室等はなかった。ホームは島式1面2線に対応した形態となっており、停車する列車のほとんどは1両編成であったが、それに比べてかなり長いものであった。
前述のように、廃止時は浜田鉄道部が管理する無人駅であった。かつては駅舎内に窓口があり、きっぷを販売していたが、その後無人化されて窓口があった場所には板が貼り付けられた。また、駅舎内からのトイレへの入り口も閉鎖されており、外からのみトイレに入ることができた。
以前は駅前の商店で乗車券を取り扱う簡易委託駅であったが、2010年（平成22年）7月をもって簡易委託は廃止された。なお、当駅には自動券売機等の設備はなかった。
廃駅後は三次市から委託を受けた一般社団法人みよしSL保存倶楽部が維持管理を行っている。
2021年（令和3年）2月末日時点では、旧駅舎やホームなどの施設、当駅周辺の線路が残存している。また、旧駅舎の東側（表側）と西側（ホーム側）に付けられていた「尾関山駅」の看板は取り外されていた時期があったが、この時点では東側の看板のみ再度、取り付けられている。
ホーム上の駅名板については2018年（平成30年）4月に撤去されたが、一般社団法人みよしSL保存倶楽部が来訪の記念に旧国鉄時代の復刻看板を作製して2022年（令和4年）8月に再設置された。

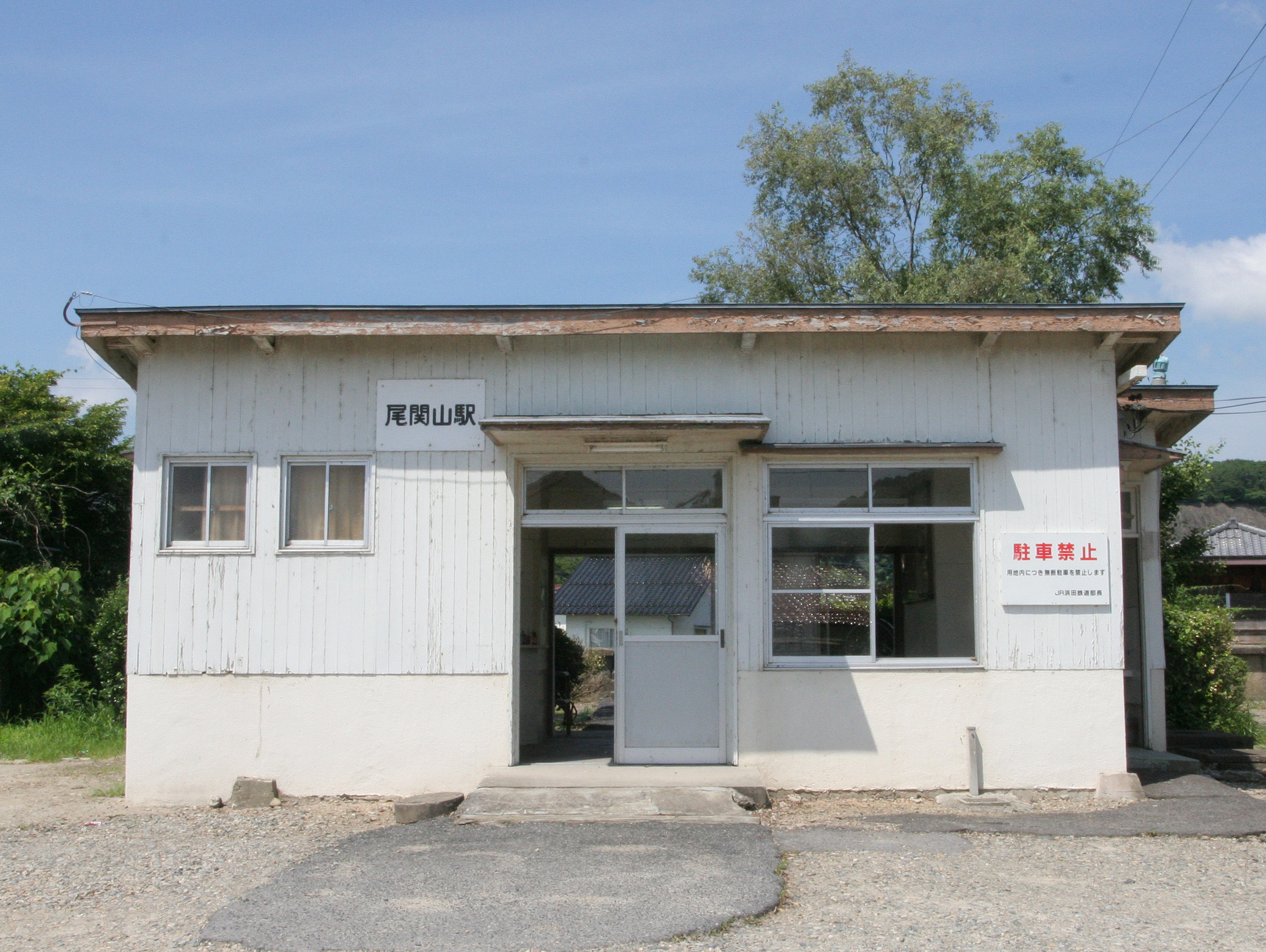
駅舎（廃線前、2008年7月）
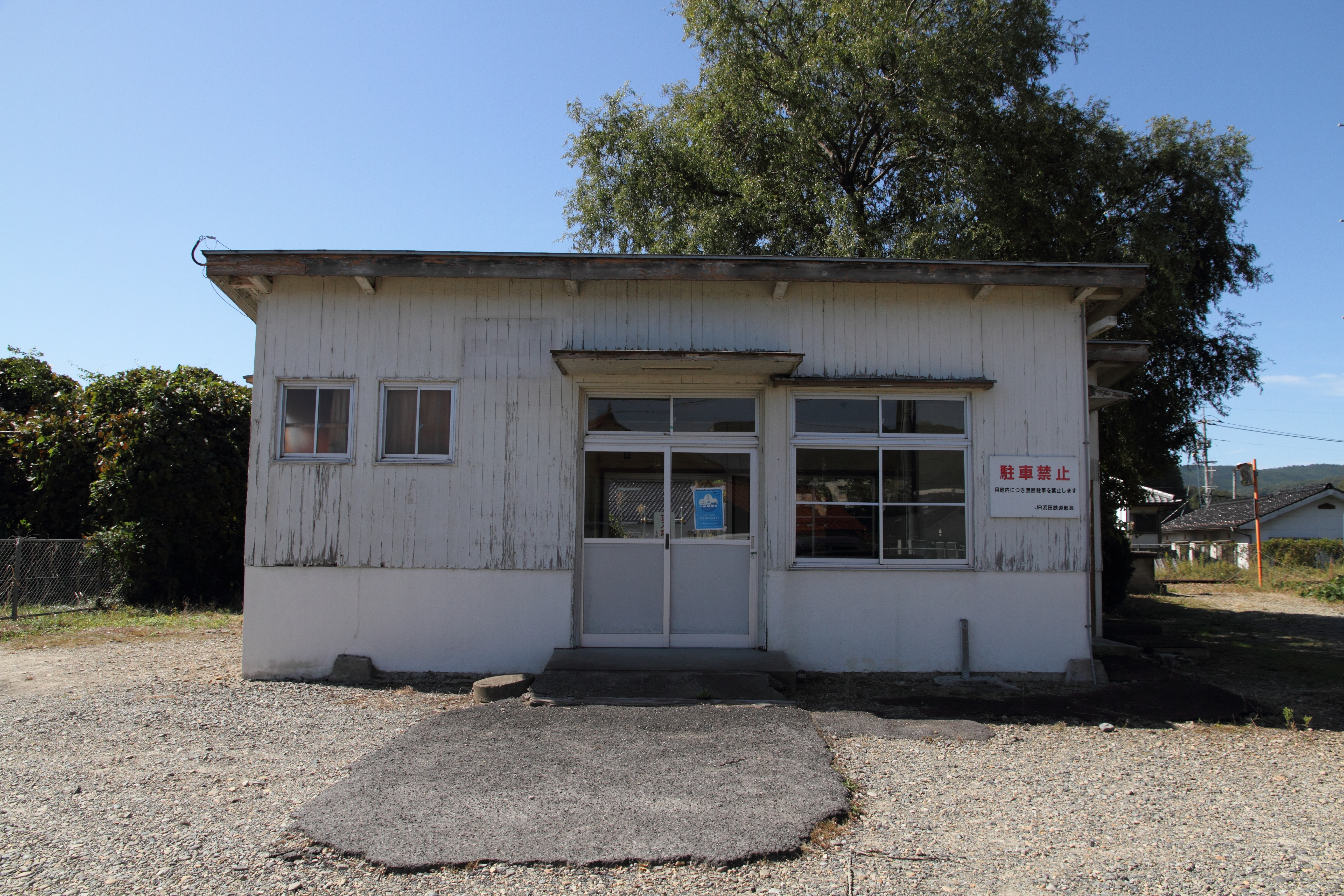
駅舎（廃線後、2019年10月）

## 利用状況
1日平均の乗車人員は以下の通り。
| 年度               | 1日平均 乗車人員 | 出典        |
| ------------------ | ---------------- | ----------- |
| 2002年（平成14年） | 2                | [ 4 ]       |
| 2003年（平成15年） |                  |             |
| 2004年（平成16年） |                  |             |
| 2005年（平成17年） |                  |             |
| 2006年（平成18年） |                  |             |
| 2007年（平成19年） |                  |             |
| 2008年（平成20年） |                  |             |
| 2009年（平成21年） |                  |             |
| 2010年（平成22年） |                  |             |
| 2011年（平成23年） | 1                | [ 5 ]       |
| 2012年（平成24年） | 4                | [ 5 ]       |
| 2013年（平成25年） | 4                | [ 5 ]       |
| 2014年（平成26年） | 6                | [ 5 ]       |
| 2015年（平成27年） | 5                | [ 5 ] [ 6 ] |
| 2016年（平成28年） | 7                | [ 5 ]       |
| 2017年（平成29年） | 4                | [ 5 ]       |

## 駅周辺
駅周辺は、三次市（初代）発足前の旧双三郡三次町の中心部。初代三次駅（現在の西三次駅）および現在の三次駅は旧十日市町内に存在しており、当駅が旧三次町内にある唯一の駅であった。
- 尾関山公園
- 比熊山城跡
- 熊野神社
- 鳳源寺
- 三勝寺
- 頼杏坪役宅（運甓居）
- 三次社倉
- 岩脇古墳
- 山家一里塚
- 広島地方裁判所三次支部
- 三次簡易裁判所
- 広島地方検察庁三次支部
- 三次市立三次小学校
- 三次市立三次中学校
- 三次市歴史民俗資料館
- 三次商工会議所
- 三次ふれあい会館
- 三次西中町郵便局
- 江の川漁業協同組合
- 国道54号
- 国道375号
- 広島県道・島根県道112号三次江津線
- 広島県道434号和知三次線
- 備北交通・中国バス「三次小学校前」停留所 - 国道375号沿い。
- 備北交通「商工会議所前」停留所 - 三次ふれあい会館付近。
- 江の川 - 駅南側に祝橋が架かっている。

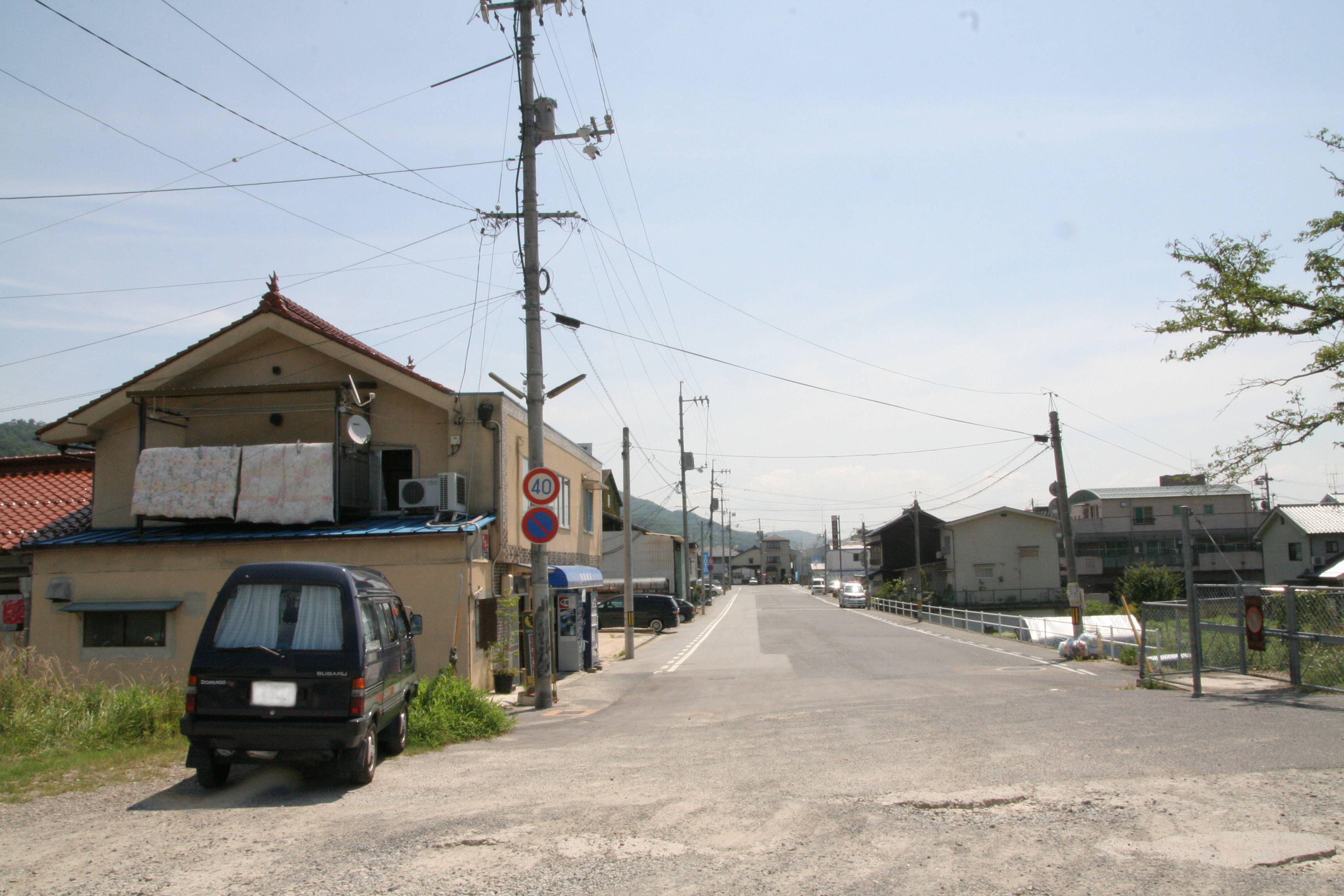
駅前（2008年7月）
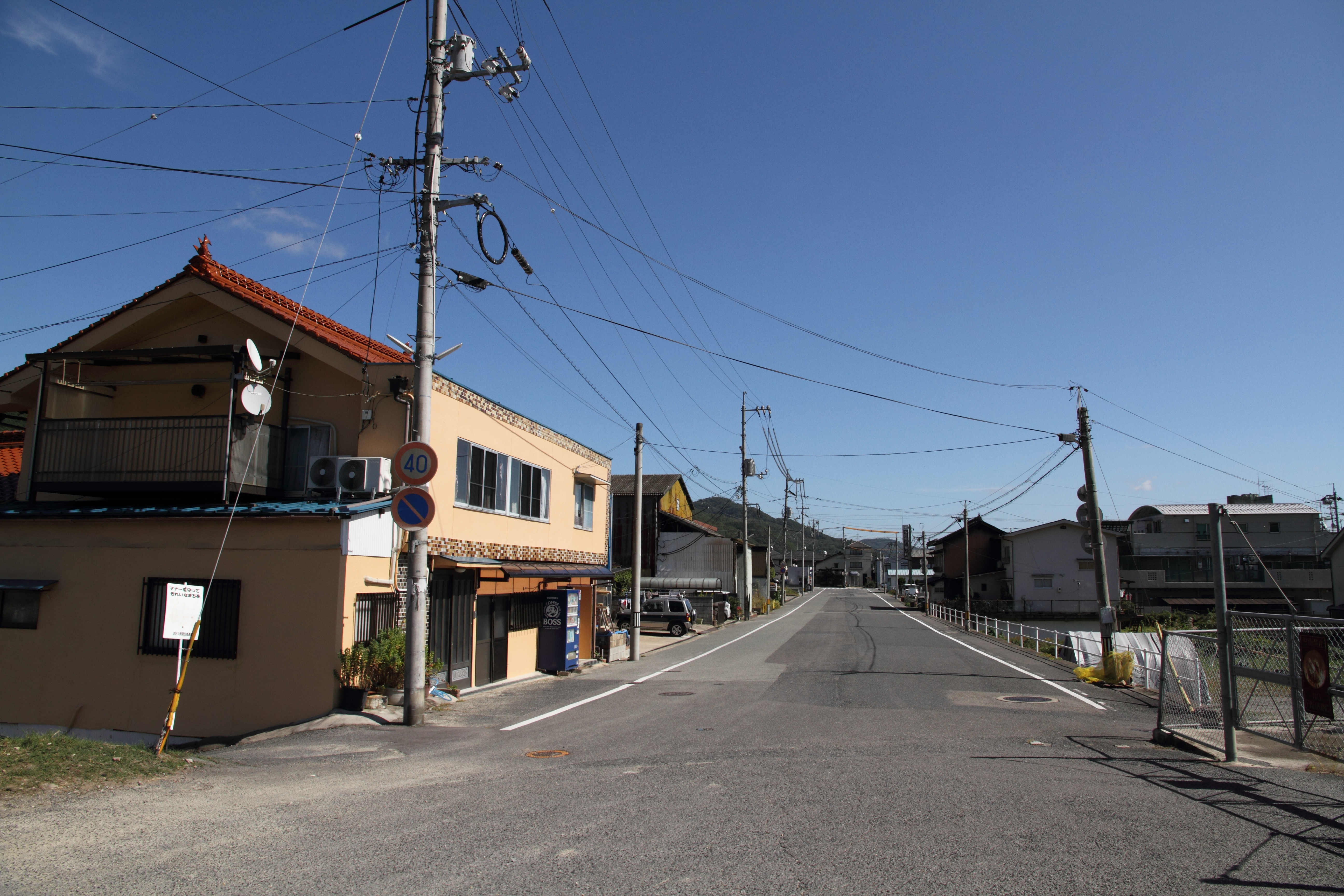
廃線後の駅周辺（2019年10月）
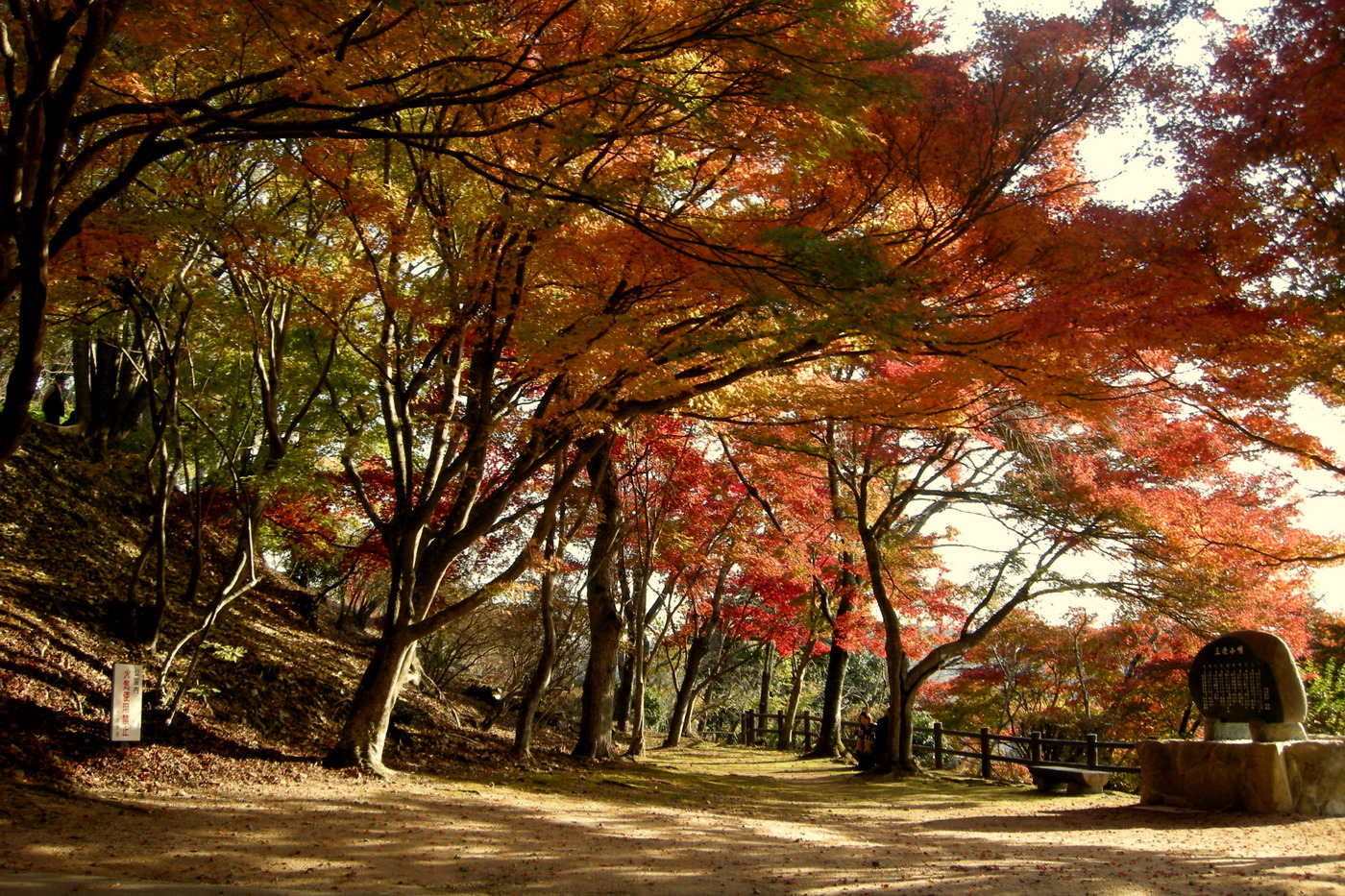
尾関山公園の紅葉（2008年11月）
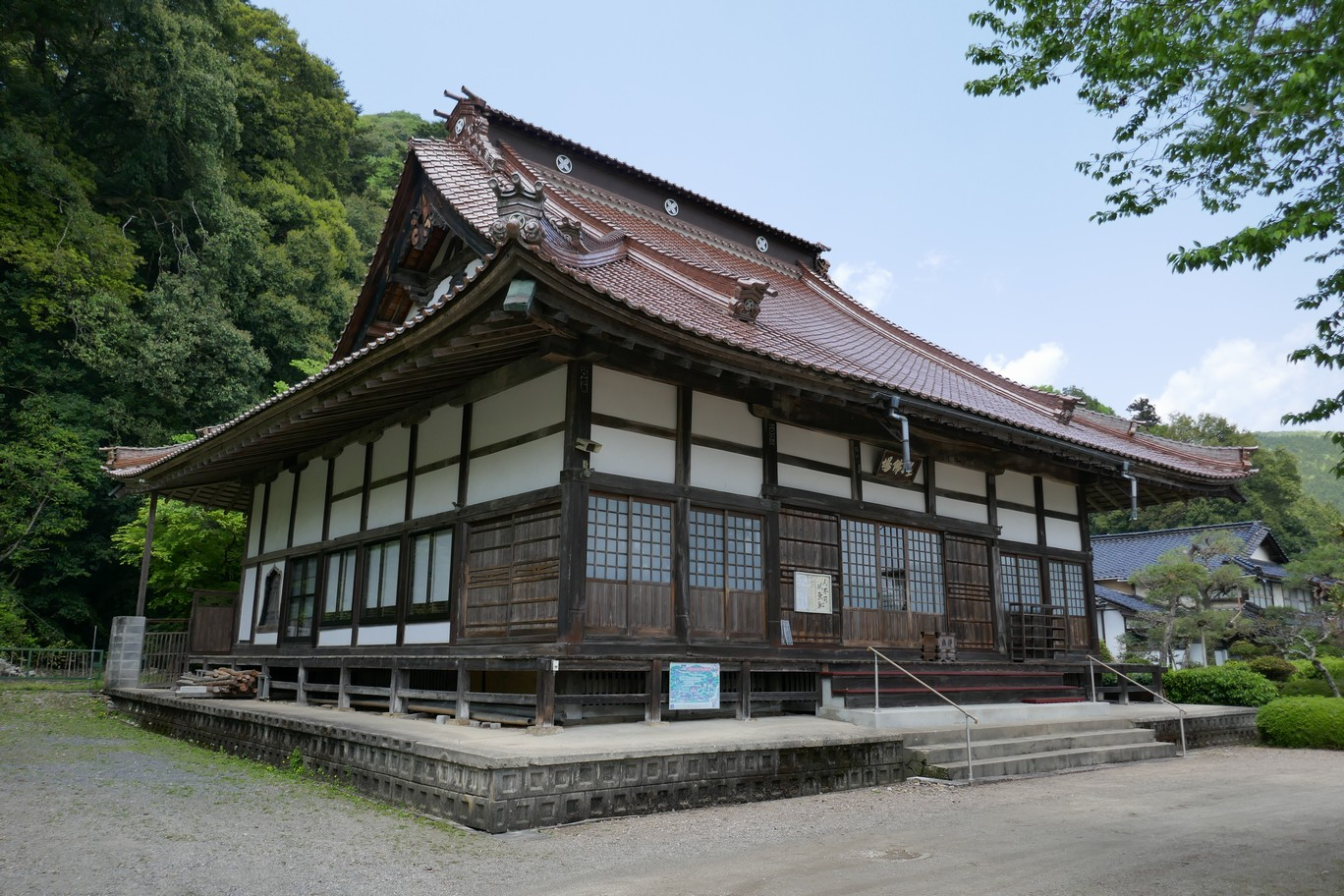
鳳源寺（2019年5月）
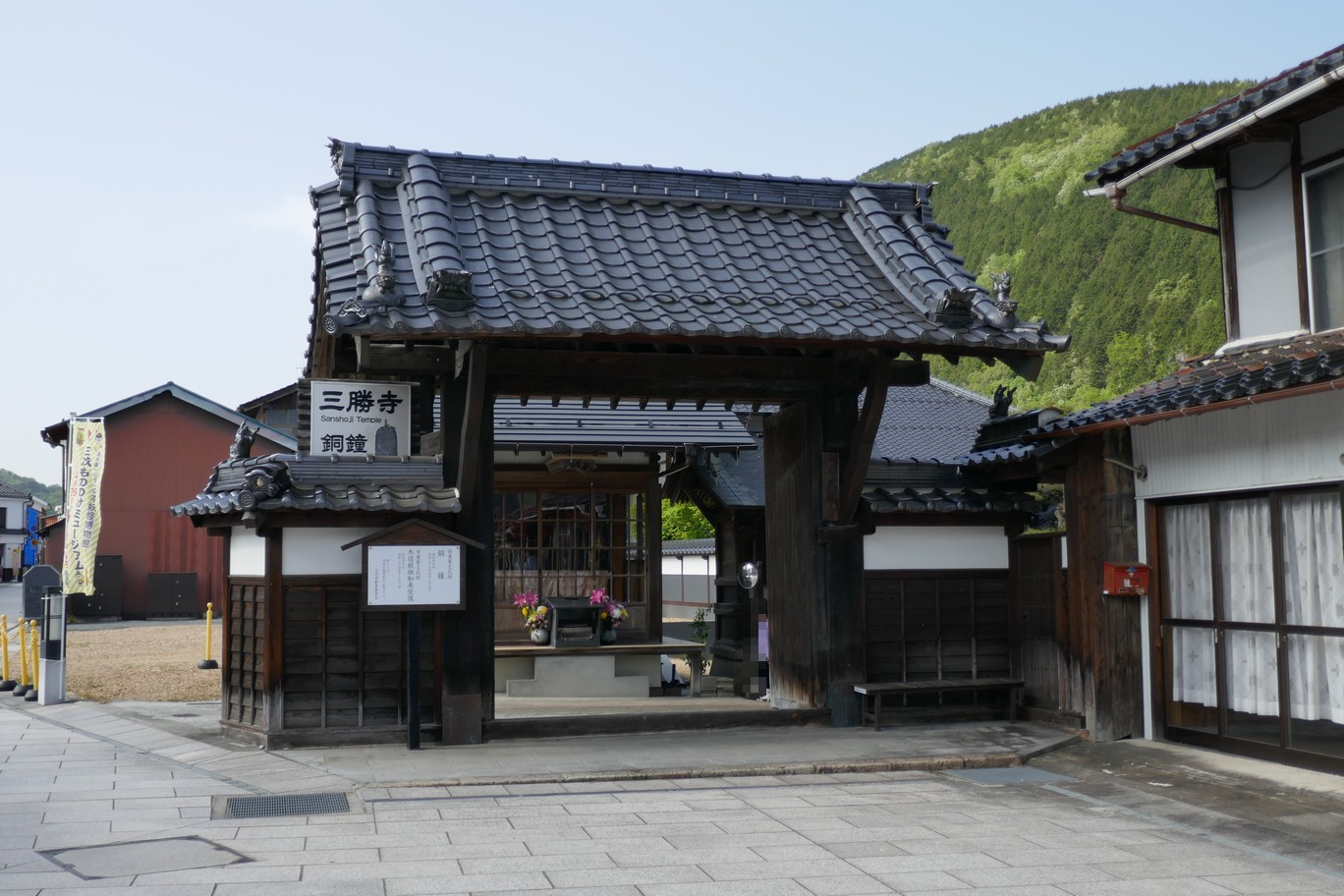
三勝寺（2019年5月）
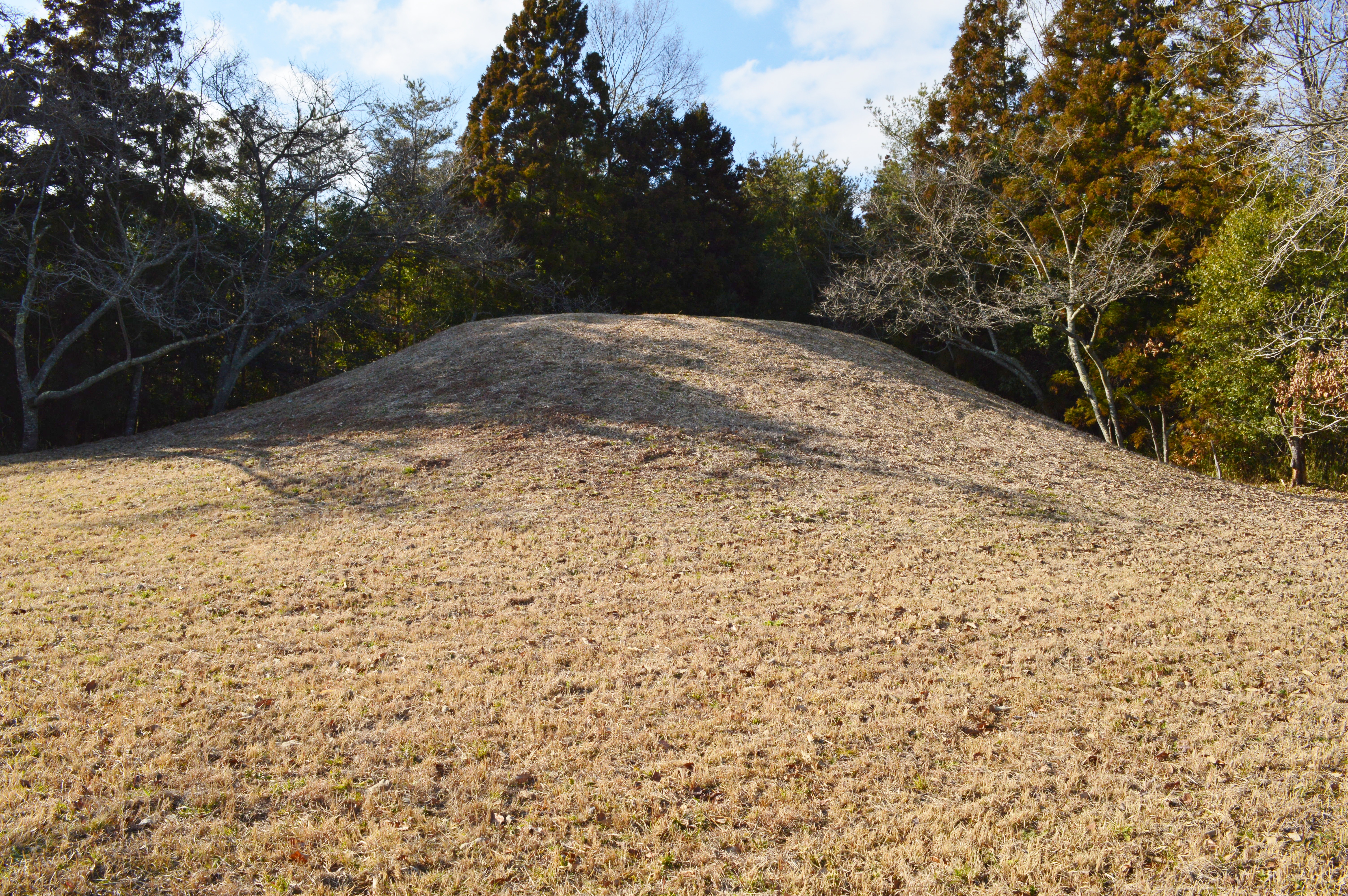
岩脇古墳の墳丘（2019年2月）

## その他
- 三江線活性化協議会により、石見神楽の演目名にちなんだ「紅葉狩」の愛称が付けられていた。当駅近くに所在する尾関山公園が、モミジの名所であることからの連想による[7]。

## 隣の駅
西日本旅客鉄道（JR西日本）
 三江線
粟屋駅 - 尾関山駅 - 三次駅